# Vögeligärtli

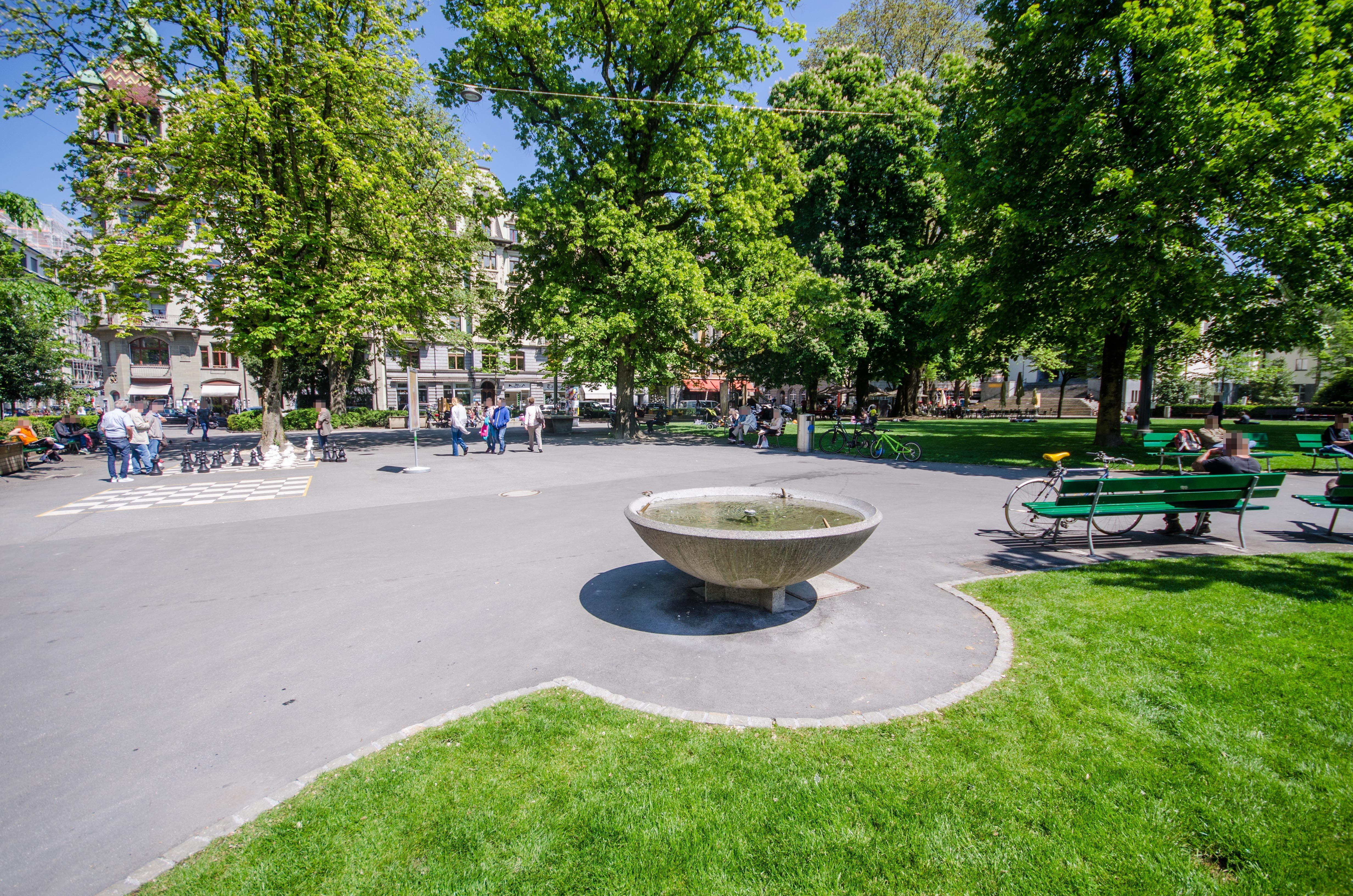
Brunnen im Vögeligärtli

Das Vögeligärtli (auch Sempacherpark oder Sempachergarten genannt) ist ein öffentlicher Stadtpark in der Stadt Luzern in der Schweiz.
Der Park mit einem alten Baumbestand aus Ulmen und Kastanien, einer grossen Picknickwiese und einem Kinderspielplatz befindet sich in der Nähe des Luzerner Bahnhofs. Er ist gesäumt von historischen, mehrstöckigen Häusern, der Zentralbibliothek und der Lukaskirche.

## Geschichte

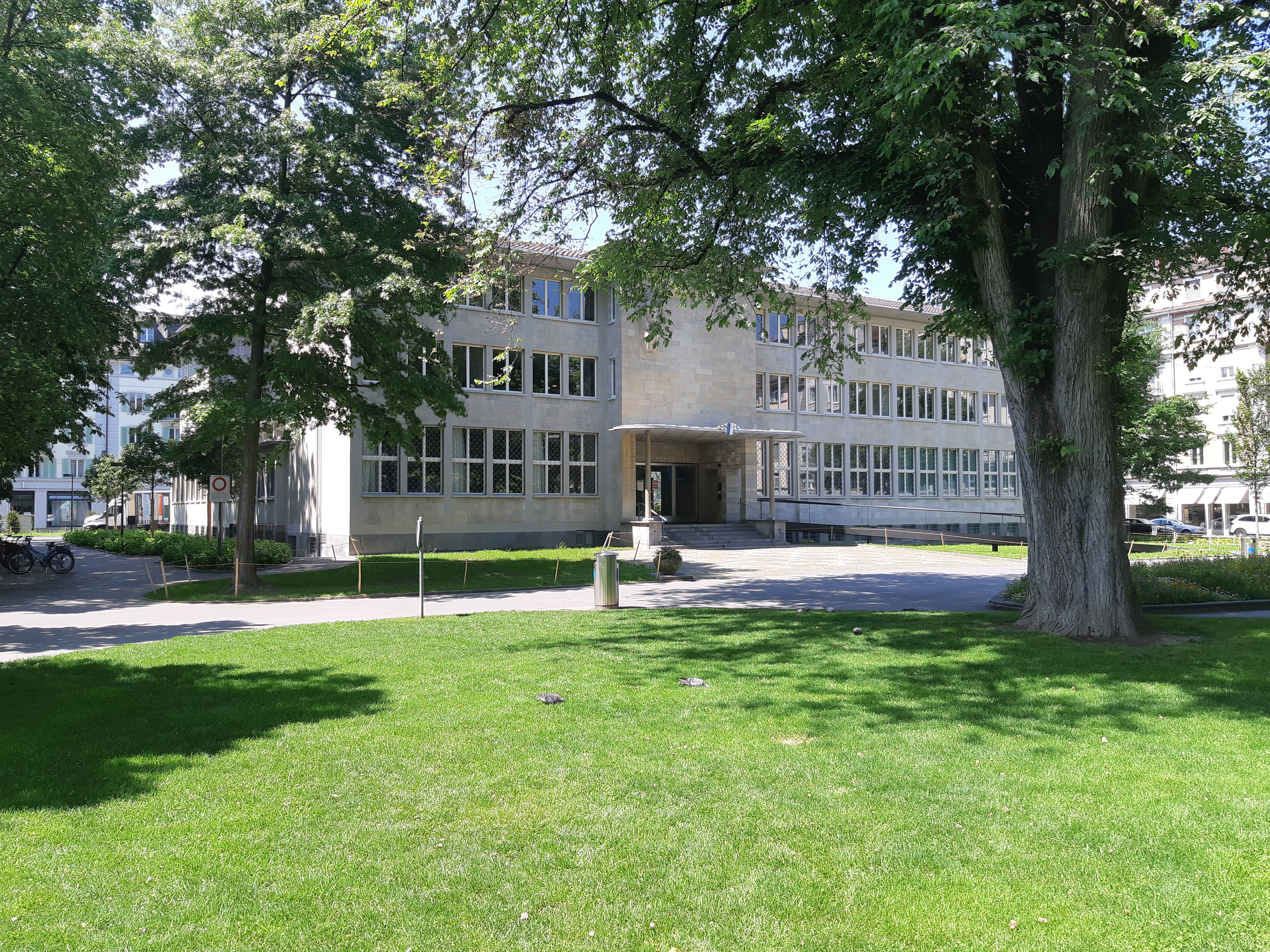
Gebäude der ZHB Luzern

Das Vögeligärtli entwickelte sich ab Anfang des 20. Jahrhunderts zu einem Park. Ursprünglich befand sich an diesem Standort das städtische Gaswerk. Als dieses 1899 ins Unterlachen-Quartier verlegt wurde, gab es den Weg frei für eine neue Nutzung des Sempachergartens.
Von 1901 bis 1906 war zeitweise der Hirschpark im Vögeligärtli beheimatet, bevor dieser zum Kantonsspital zog. Im Jahr 1901 wurde im Park die erste Voliere errichtet und zusammen mit dem Hirschgarten dem Ornithologischen Verein Luzern «zur Besorgung» übergeben. Die Voliere, die dem Vögeligärtli den Namen gab, wurde im Zuge von Umbauarbeiten 1954 in den Inseli-Park verlegt und dort 2007 abgebrochen.
Nach und nach entstanden grosszügige Grünflächen. Die Lukaskirche wurde 1935 erbaut, die danebenstehende Zentralbibliothek zwischen 1949 und 1951.
Im November 1989 erfolgte eine kleine Erweiterung der Parkanlage. War bis dato die Murbacherstrasse von der Hirschmatt- bis zur Zentralstrasse durchgängig befahrbar, wurde diese ab der Sempacherstrasse gesperrt. Der Strassenbelag wurde abgebaut, die Parkanlage um fünf Meter verbreitert und zum Aufgang zur Lukaskirche ein Plattenbelag verlegt.